# 카를 헤어초크
카를 헤어초크(독일어: Karl Herzog: 1906년 7월 6일 ~ 1998년 1월 25일)는 독일의 군인 겸 정치가이다. 독일 국방군에서 대령, 독일 연방군에서 소장 계급까지 지냈다. 기사십자 철십자장 수훈자이다.

## 주요 이력
- 前 독일 국방부 행정차관보

## 학력
- 독일 육군사관학교 졸업(1926년)
- 미국 미주리 종합군사학원 졸업(1928년)
- 아르헨티나 육군군사참모대학교 졸업(1942년)
- 독일 합동련합지휘참모대학교 졸업(1948년)